# رواق الشرف
رواق الشرف (بالأذرية: Fəxri Xiyaban)‏ (القلعة الفخرية) هي مقبرة عامة ونصب تذكاري في باكو، أذربيجان. يضم الرواق مقابر لشخصيات أذربيجانية مشهورة ومغتربين تابعين لأذربيجان، بما في ذلك العديد من الرؤساء والعلماء والفنانين. يوجد ما يزيد عن 280 مقبرة في المجموع.

## تاريخ
تم إنشاء الرواق بأمر من مجلس وزراء جمهورية أذربيجان الاشتراكية السوفيتية في 27 أغسطس 1948. وفقًا للقائمة المرفقة بالأمر، كان لا بد من نقل قبور الشخصيات الأذربيجانية البارزة جليل محمد غول زاده، وعبد الرحيم بك هاجفردييف، ونجف بك وزيروف، وحسن بك زردابي، وحسين عربلينسكي، وسليمان ساني أخوندوف، وعلي نظمي، وجبار جارياغديوغلو، ورستم مصطفايف، وعظيم عظيم زاده، وحسينقولو سارابسكي إلى ممر الشرف ووضع شواهد القبور عليها. 